# Techno-Classica
La Techno-Classica è una fiera di auto d'epoca, che si svolge dal 1989, ogni anno in primavera durante la Messe Essen, nella città tedesca di Essen. L'evento conta circa 200 000 visitatori annui e 1250 espositori.

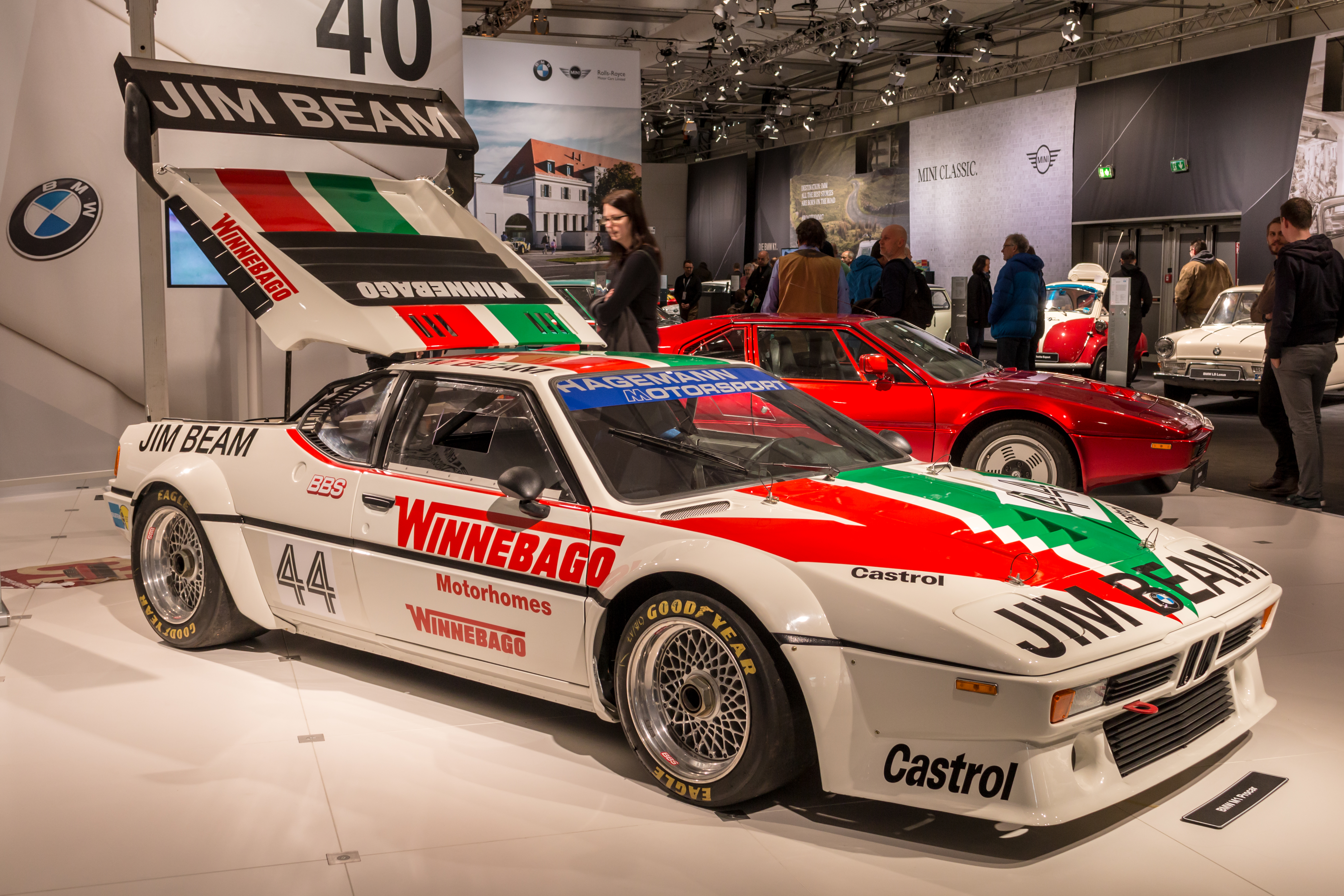
BMW M1 esposta a Tecno-Classica 2018

## Descrizione
La fiera si compone di vari eventi, come vendite all'asta, manifestazioni, spettacoli e principalmente esposizione di autoveicoli storici, motociclette e veicoli commerciali d'epoca. Agli stand gli espositori sono le stesse case automobilistiche che qui portano i propri veicoli dalle loro collezioni presenti nei loro musei. Oltre ciò, vi sono numerosi club storici privati, associazioni affiliate ad un particolare marchio, enti pubblici che posso esporre i propri mezzi.
In aggiunta, ci sono vari produttori di pezzi di ricambio, attrezzi e prodotti per la manutenzione per auto d'epoca, che vendono i propri prodotti all'interno della fiera.
Ogni anno si svolgono delle esposizioni speciali dedicate a un particolare marchio o tipo di vettura; ad esempio nel 2014 era presente una collezione di vetture prodotte o disegnate dalla carrozzeria italiana Zagato.
Lo spazio espositivo occupato è di circa 120 000 m², distribuiti su 21 sale e 4 aree esterne. In ogni edizione c'è una giuria che premia i veicoli più belli.
Nel 2014, circa 2 500 veicoli provenienti da tutto il mondo sono stati messi in vendita all'asta all'interno della fiera, sia appartenenti a commercianti che a privati.
Nell'edizione 2018 si sono contati 188 000 visitatori; nell'edizione 2019 circa 190 000.